# Stazione di Niusci
La stazione di Niusci è una stazione ferroviaria della ferrovia Genova-Casella, gestita dall'Azienda Mobilità e Trasporti di Genova (AMT). Si trova nel territorio comunale di Serra Riccò, nella città metropolitana di Genova.
La stazione è situata a un'altitudine di 452 metri sul livello del mare.

## Storia
Il 25 agosto 1923, durante gli scavi per la realizzazione della ferrovia, nelle vicinanze di questa stazione, venne alla luce un importante ripostiglio monetale di epoca preromana (III-I secolo a.C.) meglio noto come ripostiglio di Niusci.

## Strutture e impianti
La stazione è a binario singolo.

## Movimento
La stazione è servita da tutti i treni regionali che percorrono la linea Genova-Casella. Come tutte le fermate intermedie della linea, si tratta di una fermata a richiesta.